# Rókka
Rókka är en ort i Grekland.   Den ligger i prefekturen Nomós Ártas och regionen Epirus, i den centrala delen av landet, 270 km nordväst om huvudstaden Aten. Rókka ligger 22 meter över havet och antalet invånare är 548.
Terrängen runt Rókka är kuperad åt nordost, men åt sydväst är den platt.Runt Rókka är det ganska tätbefolkat, med 230 invånare per kvadratkilometer. Närmaste större samhälle är Arta, 3,7 km öster om Rókka. Trakten runt Rókka består till största delen av jordbruksmark.